# 克蘭號驅逐艦 (DD-109)
克蘭號驅逐艦（舷號DD-109）是一艘美國海軍建造的驅逐艦，為維克斯級驅逐艦的35號艦。她是美軍第一艘以克蘭為名的軍艦，以紀念1812年戰爭時期的海軍軍官威廉·克蘭（William Montgomery Crane）。
克蘭號在1918年於聯合鋼鐵廠開始建造，在同年下水，於1919年服役，其時第一次世界大戰已經結束。接著克蘭號調往太平洋執勤，在1922年退役封存。第二次世界大戰爆發後，克蘭號在1939年重返現役，在太平洋作中立巡航，並訓練海軍後備役。克蘭號在太平洋戰爭期間一直擔任訓練艦，直到於1945年退役除籍，並在1946年出售拆解。